# Frankenburg (Haute-Autriche)
 (mai 2025).
Le Frankenburg est un château fort à Frankenburg am Hausruck, en Haute-Autriche.

## Géographie
Le Frankenburg se trouvait du côté de la Haute-Autriche, sur l'ancienne frontière bavaroise. Comme la division du territoire n'est pas encore assurée à cette époque, on le croit comme faisant partie de l'état bavarois dans les récits historiques. Outre la protection des citoyens, l'objectif est également de sécuriser la frontière au nord.
Le château est construit sur un plateau à une altitude d'environ 723 m. L'ancien cimetière est également situé sur la colline. Au fil du temps, des ossements humains furent retrouvés lors de fouilles à divers endroits. En surface, plus aucune ruine n'est visible. Après l'abandon, il sert de source de pierre pour la population locale. Au XVIe siècle, des incendies sont même allumés pour faciliter l'obtention de matériaux de construction. La forte proportion de bois est également en partie responsable de la grave dégradation.

## Histoire
La première propriété médiévale est construite dans la zone de l'église du village, mais aucune trace de celle-ci n' pu être trouvée. Le bâtiment suivant est érigé sur la colline, des fouilles archéologiques (2003 et 2005) mettent au jour des fragments de murs. Le bourg actuel de Frankenburg est alors encore connu sous le nom de Zwispallen. Il existe également des indications de tombes celtiques à proximité du château. On conclut à un complexe de château précédent, voire plus ancien.
Au cours de la colonisation de la zone autour de Zwispallen, le besoin de systèmes de défense se fait sentir. Les premiers immigrants franconiens défrichent le Hofberg boisé. Les colons locaux construisent les défenses eux-mêmes. Dans la seconde moitié du XIe siècle, Rappoto von Julbach reçoit l'ordre d'aristocrates d'achever la forteresse de Frankenburg. C'est pourquoi le Frankenburg ressemble beaucoup au château de Julbach. Les bâtisseurs poursuivent le travail des colons avec de la pierre. Le Frankenburg est en grande partie en bois, mais les découvertes montrent qu'il n'est pas entièrement en bois.
Au cours de la première phase d'expansion, les Julbach forcent les agriculteurs non libres autour du Frankenburg à faire du travail forcé. La région appartient à l'évêché de Bamberg (Bavière), qui désapprouve l'exploitation de sa propriété par les colons. L'objectif est l'exploitation forestière à Frankenburg.
Le Frankenburg est agrandi, passant d'un château purement défensif à un château administratif (Vogteiburg). Certains des bâtiments supplémentaires sont construits avec des briques. Le bâtiment est achevé sous Othon Ier au XIIe siècle. L'empereur Frédéric Barberousse confirme officiellement la qualité de "forteresse" de Frankenburg et ses domaines à son successeur. Avec cette confirmation, le château pourrait également être prêté, mis en gage ou donné. L'importance politique du château augmente en raison de la demande de l'empereur dans le même document d'avoir son mot à dire dans l'attribution des bailliages. Le 15 février 1160, la forteresse est également appelée "Francoburgum castrum" pour la première fois.
Une décennie plus tard (1170), Engelschalk von Reit donne Zwispallen et avec lui le château à l'abbaye d'Asbach. Jusqu'en 1438, cependant, le Frankenburg est soumis à l'autorité suprême du diocèse de Bamberg. Le monastère est également propriétaire de divers grains qui doivent payer des impôts.
En 1581, l'empereur Rodolphe II accorde à son envoyé à Madrid, Hans Khevenhüller, les seigneuries de Frankenburg et le château de Frein, ainsi que les seigneuries du château de  Kogl (où la famille Khevenhüller construit le château de Kogl en 1750) et château de Kammer, qui sont réunis en 1593 pour former le "comté de Frankenburg".
Le château est démoli lors de la guerre des paysans en Haute-Autriche en 1625.

## Archéologie
Des restes de murs sont trouvés à l'avant, mais ils sont trop minces pour avoir fait partie de la tour. Lors des fouilles du début du XXIe siècle, de nombreux objets du quotidien sont retrouvés. Les accumulations entassées de clous médiévaux indiquent des constructions en bois à cet endroit.
Des fouilles en 2007 révèlent une brique portant les empreintes digitales d'un travailleur. Les recherches montrent que l'homme, d'environ 156 cm de haut, était droitier. Les chercheurs mettent au jour des fragments de céramique, dont près de la moitié proviennent de poteries de couleur claire appelées "céramiques de Hausruck". Certaines céramiques ont des tampons ou des motifs de bord, certaines ont des croix de roue, une forme précoce de marquage sur la céramique. Cette poterie claire est plutôt rare contrairement aux sombres.
Une trouvaille spéciale est celle d'un embout buccal en céramique fait d'argile légère. Les instruments de ce genre ne sont généralement pas conservés, et des sonorités peuvent encore être tirées de cette pièce commencée.
Des assemblages de vieilles tuiles de poêle, dont une pièce du XVe siècle ornée d'un griffon ailé, sont retrouvés à deux endroits distincts, ainsi que des ossements d'animaux calcinés. Ces fours étaient soit utilisés pour cuisiner, soit les habitants du château jetaient des ordures dans le feu. Cependant, les carreaux ne sont pas de haute qualité, ils sont d'un grain très grossier. Une section de sol en brique est retrouvée sur une épaisse couche de débris d'incendie. Les marques de brûlures prouvent divers incendies dans le château, qui couvraient toutes les parties.
Dans l'extension nord-sud, le château mesure 302 m, dont environ la moitié sont le plateau du château et la basse-cour. Le château principal mesurait 74 m de long et un maximum de 32 m de large. Le chemin qui monte sur la colline mène à l'entrée historique. Suivent deux remparts qui peuvent être franchis par des portes. Les remparts font au maximum 6 m de haut. On arrive alors à une petite place d'où l'on peut faire passer le premier fossé sur un pont. Après cela, on atteint la cour extérieure. Le château principal est accessible par le pont principal et les douves principales. La structure du sol d'aujourd'hui montre encore clairement les plateaux et les fossés. Les restes du mur extérieur furent conservés, il faisait environ 120 cm d'épaisseur. Les murs intérieurs, en revanche, n'ont qu'environ 37 cm d'épaisseur. Il y a aussi des restes d'un mur défensif. Vers la fin du Moyen Âge, le donjon est entièrement démoli. Cependant, une mesure de surface révèle une taille originale d'environ 9 × 9 m. Une peinture du château de Hochosterwitz montre clairement l'ancienne tour. On peut voir qu'il se composait d'au moins deux étages supérieurs, ce qui correspond à une hauteur de 25 à 30 m.
La reconstitution est réalisée à l'aide de peintures anciennes, de mesures au sol et de fouilles. Une vaste fouille archéologique produirait probablement des informations plus précises, mais n'est actuellement pas réalisable.

## Source, notes et références
- (de) Cet article est partiellement ou en totalité issu de l’article de Wikipédia en allemand intitulé « Frankenburg (Oberösterreich) » (voir la liste des auteurs).